# Боргидрид цинка
Боргидрид цинка — комплексный гидридный реагент, применяемый как мягкий восстановитель в органическом синтезе. Обладает селективностью по отношению к альдегидам и кетонам, может использоваться в присутствии функциональных групп, чувствительных к щелочам. Находит применение как стереоселективный восстановитель. На самом деле,никогда не использовался как нормальный восстановитель, чаще используется как катализатор, в частности является коферментом некоторых белков.

## Получение
Обычно в синтезе используют свежеприготовленный боргидрид цинка. Для его получения безводный хлорид цинка три-четыре раза плавят при пониженном давлении, затем добавляют безводный диэтиловый эфир. Смесь кипятят 1-2 часа в атмосфере аргона и оставляют при комнатной температуре. Надосадочную жидкость, представляющую собой насыщенный (0,69М) раствор хлорида цинка в диэтиловом эфире, добавляют к суспензии боргидрида натрия в безводном диэтиловом эфире. Смесь перемешивают 2 дня и оставляют под аргоном. Надосадочную жидкость используют для восстановления.

## Химические свойства
Боргидрид цинка является мягким восстановителем. При обычных условиях он восстанавливает только альдегиды, кетоны и азометины до соответствующих спиртов и аминов. Альдегиды и кетоны можно селективно восстановить в присутствии нитрилов, сложных эфиров, лактонов, алифатических нитросоединений и функциональных групп, чувствительных к щелочам (растворы боргидрида цинка в эфире практически нейтральны). Описаны примеры селективного восстановления насыщенных кетонов и непредельных альдегидов в присутствии непредельных кетонов.
Производные карбоновых кислот нечувствительны к действию боргидрида цинка, однако активированные эфиры и тиоэфиры поддаются восстановлению до соответствующих спиртов. В присутствии трифторуксусного ангидрида можно восстановить до спиртов даже карбоновые кислоты, а с добавкой тетраметилэтилендиамина восстанавливаются и хлорангидриды карбоновых кислот.
Восстановление сложных эфиров карбоновых кислот можно провести при ультразвуковой активации. Несимметричные эпоксиды восстанавливаются до менее замещённых спиртов под действием боргидрида цинка на силикагеле. Третичные и бензильные алкилгалогениды дегалогенируются селективно.